# Hoàng Xuân Vinh
Hoàng Xuân Vinh (Hanói, 6 de outubro de 1974) é um atirador esportivo vietnamita, campeão olímpico.

## Carreira

### Rio 2016
Hoàng Xuân Vinh representou o Vietnã nas Olimpíadas, de 2012 e 2016, conquistou a medalha de ouro em 2016, na pistola de ar 10m, vencendo no último tiro o brasileiro Felipe Wu, com o placar de 202.6. Foi um feito inédito pois é o primeiro campeão olímpico do Vietnã.
Na pistola 50m, fez uma final impecável até o penúltimo tiro, na qual tiro com pontuação baixa fez passar o coreano Jin Jong-oh, que era atual campeão olímpico, ficando com a prata.